# 1801년 영국 총선
연방법 시행으로 공식적으로 대브리튼 왕국과 아일랜드 왕국이 합방됨으로써 새 의회가 소집되었다.
헨리 애딩턴이 이끄는 토리당이 108석을 획득해 다수당이 되었다.

## 배경
영국은 1792년부터 프랑스 혁명전쟁에 참전했고, 수상 윌리엄 피트는 휘그당과 토리당 사이의 거국내각을 이끌었다.
1800년 연방법의 시행으로 영국 의회와 아일랜드 의회가 합쳐지면서 새 선거가 실시되었다
피트는 아일랜드 가톨릭이 연방에서 부활하도록 도우려 했으나, 조지 3세는 이 정책에 반대했고, 피트는 사퇴하게 된다.
새 수상 헨리 애딩턴은 또다른 거국내각을 이끌었으나, 피트파가 정부에 참여하지 않았다